# Zulu Gumball
Zulu Gumball er en tv-serie, der følger tre danske deltagere ved det årlige Gumball 3000-rally. Programmet sendes på TV 2 Zulu og blev første gang sendt 4. oktober 2010.
I første sæson var Team Zulus deltagere komikerne Geo, Magnus Millang & Jonas Schmidt. Ruten gik i 2010 fra London til New York via Amsterdam, København, Stockholm, Boston, Québec og Toronto. Team Zulu kørte i en Volvo 960.
I 2011 deltager Pelle Hvenegaard, Mascha Vang & Karsten Green. Ruten gik fra London til Istanbul via Paris, Barcelona, Monaco, Venedig og Beograd. Danskerne deltog med en BMW M5 udsmykket som taxa.
Gumball 3000 er et årligt internationalt landevejsrally på 3000 miles (5000 km), som foregår på offentlige veje rundt om i verden. Gumball 3000 er et tilløbsstykke for skatere (Tony Hawk), filmstjernen (Michael Madsen), musikere (Xzibit, Eve), oliesheiker og andre rigmænd.